# 芦原站 (日本)
蘆原站（日语：／ Ashihara eki */?）是一個位於愛知縣豐橋市蘆原町字東，屬於豐橋鐵道渥美線的鐵路車站。車站編號為7。

## 相鄰車站
豐橋鐵道
渥美線
高師（6）－蘆原（7）－植田（8）